# Grendel (novela)
Grendel es una novela de fantasía escrita por John Gardner, publicada por Alfred A. Knopf en 1971. Publicado en castellano por Ediciones Destino con traducción de Camila Batlles en 1975. Grendel se ha convertido en una de las obras más conocidas y estudiadas de Gardner. Varias ediciones de la novela contienen dibujos a pluma y tinta de Emil Antonucci. En 1981, diez años después de su publicación; la novela fue adaptada en una película animada titulada Grendel Grendel Grendel.

## Contexto
Esta novela es un recuento del poema Beowulf desde la perspectiva de Grendel, el antagonista; donde este es retratado como un antihéroe. La novela trata de encontrar un significado al poder de la literatura y el mito en el mundo, y la naturaleza del bien y del mal. En una entrevista concedida en 1973, Gardner dijo que «En Grendel quería repasar las principales ideas de la civilización occidental - «que me parecieron unas... doce?» - y repasarlas en la voz del monstruo, con la historia ya resuelta, con las diversas actitudes filosóficas (aunque con particular énfasis en Sartre), y ver qué podía hacer, ver que podía salir». En otra ocasión Gardner señaló que «usó a Grendel para representar la posición filosófica de Sartre» y que «mucho de Grendel es un préstamo de secciones de El ser y la nada de Sartre».